# Flughafen Sai'ūn

i7
i11
i13
Der Internationale Flughafen Sai'ūn (arabisch مطار سيئون الدولي, DMG Maṭār Sayʾūn ad-duwalī, IATA-Code: GXF, ICAO-Code: OYSY) ist ein internationaler Flughafen im Jemen; er liegt direkt nördlich der Stadt Sai'ūn im Hadramaut-Tal. Er kann nur zwischen Sonnenaufgang und Sonnenuntergang genutzt werden.
Aufgrund des Bürgerkriegs im Jemen seit 2014 (siehe Huthi-Konflikt) ist der Luftraum über dem Jemen nicht sicher. Davon sind besonders die beiden wichtigsten Flughäfen des Landes, der Flughafen Sanaa und der Flughafen Aden, betroffen. Der Flughafen Sai'ūn ist daher zeitweise der einzige Flughafen im Jemen, der internationale Flüge empfangen kann, so etwa aus Kairo oder Amman. Es findet eingeschränkter Flugverkehr im Land statt, sodass es möglich sein kann, von Sai'ūn aus Aden oder Sanaa zu erreichen. Ansonsten muss der Weg über Land erfolgen.